# سیمکا ۱۱۰۰

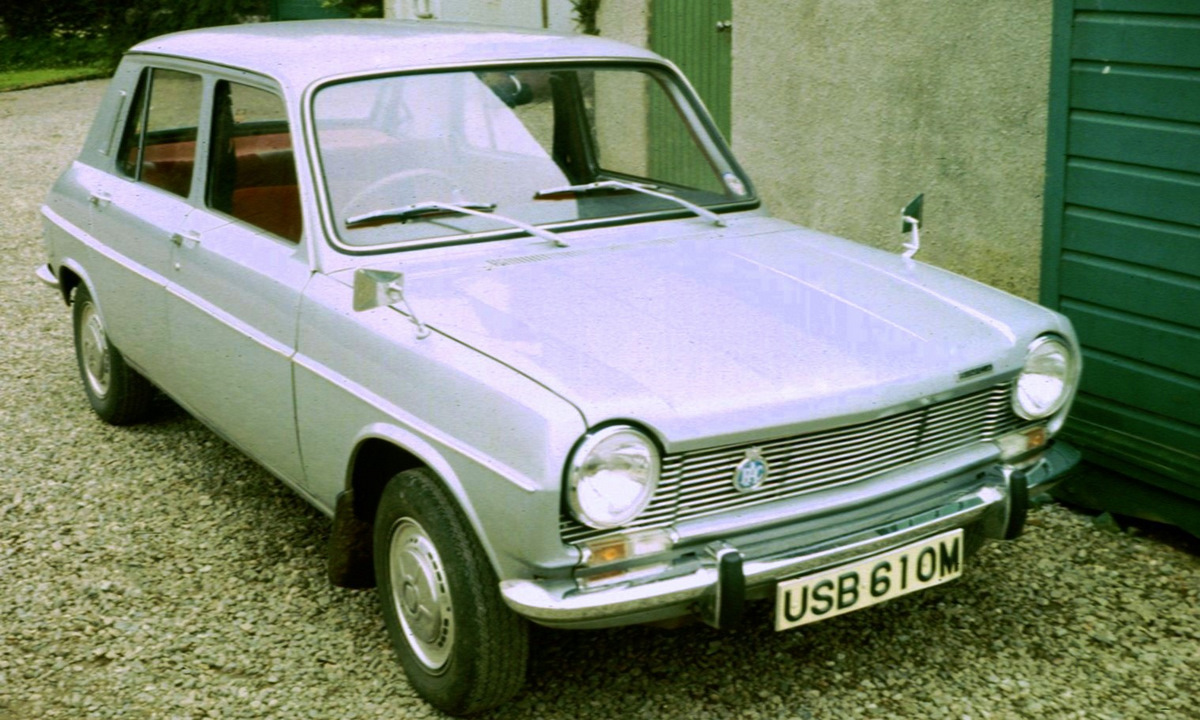

سیمکا ۱۱۰۰ (به انگلیسی: Simca ۱۱۰۰) خودرویی است که در سال‌های ۱۹۶۷ تا ۱۹۸۵تولید شده‌است. طراحی آن موتور جلو، خودرو محور جلو بوده طول آن در حالت طبیعی ۳٬۹۳۷ میلیمتر (۱۵۵٫۰ اینچ)، عرض آن در حالت طبیعی ۱٬۵۸۷ میلیمتر (۶۲٫۵ اینچ) و  ارتفاع آن در حالت طبیعی ۱٬۴۶۰ میلیمتر (۵۷٫۵ اینچ)  است. 